# Споменик Карађорђу у Београду
Споменик Карађорђу налази се у градској општини Врачар, на Светосавском платоу у Београду. Уврштен је у споменик културе Србије.

## Опште информације
Споменик је стациониран на Светосавском платоу, у непосредној близини Храма Светог Саве и Народне библиотеке Србије. Посвећен је Карађорђу Петровићу, српском војсковођи и родоначелнику династије Карађорђевић.
Аутор споменика је Сретен Стојановић, српски академски вајар, а подигнут је 1979. године у бронзи, са укупном висином од 3,2 m.
Српски и холандски уметник Славомир Милетић је критиковао споменик речима да му изгледа као да се Карађорђе поштапа сабљом, а то је једном приликом уживо и рекао Сретену Стојановићу, и додао да му није јасно шта Карађорђе ради на направљеном споменику.